# دوري الدرجة الأولى الأوكراني 1997–98
دوري الدرجة الأولى الأوكراني 1997–98 (بالأوكرانية: Чемпіонат України з футболу 1997—1998: перша ліга)‏ هو موسم من دوري الدرجة الأولى الأوكراني ‏. فاز فيه نادي ميكولايف ‏.